# Luigi Longo
Luigi Longo (15. března 1900, Fubine Monferrato – 16. října 1980, Řím) byl italský politik, který se angažoval v italském a mezinárodním komunistickém a dělnickém hnutí.
V letech 1936-39 působil jako generální inspektor interbrigád ve Španělsku, od roku 1943 byl organizátorem protifašistického hnutí, a od roku 1972 předseda Komunistické strany Itálie.
V květnu 1968 byl prvním z představitelů komunistických stran západní Evropy, který přijel do Prahy na oficiální návštěvu. Během návštěvy vyjádřil podporu reformnímu procesu a Alexandrovi Dubčekovi. Po srpnové invazi do Československa jménem KS Itálie vydal ostrý protest, ve kterém tuto intervenci odsoudil.